# Facel Vega
La Facel Vega è stata una casa automobilistica francese attiva dal 1954 al 1964.
L'obiettivo del marchio era quello di produrre veloci automobili di lusso in grado di contrastare la supremazia delle inglesi Rolls-Royce, Bentley, Aston Martin, Jaguar e dell'italiana Maserati. All'incirca 2.900 auto totali di tutti i modelli sono state create a mano nella breve vita della Facel.

## La storia

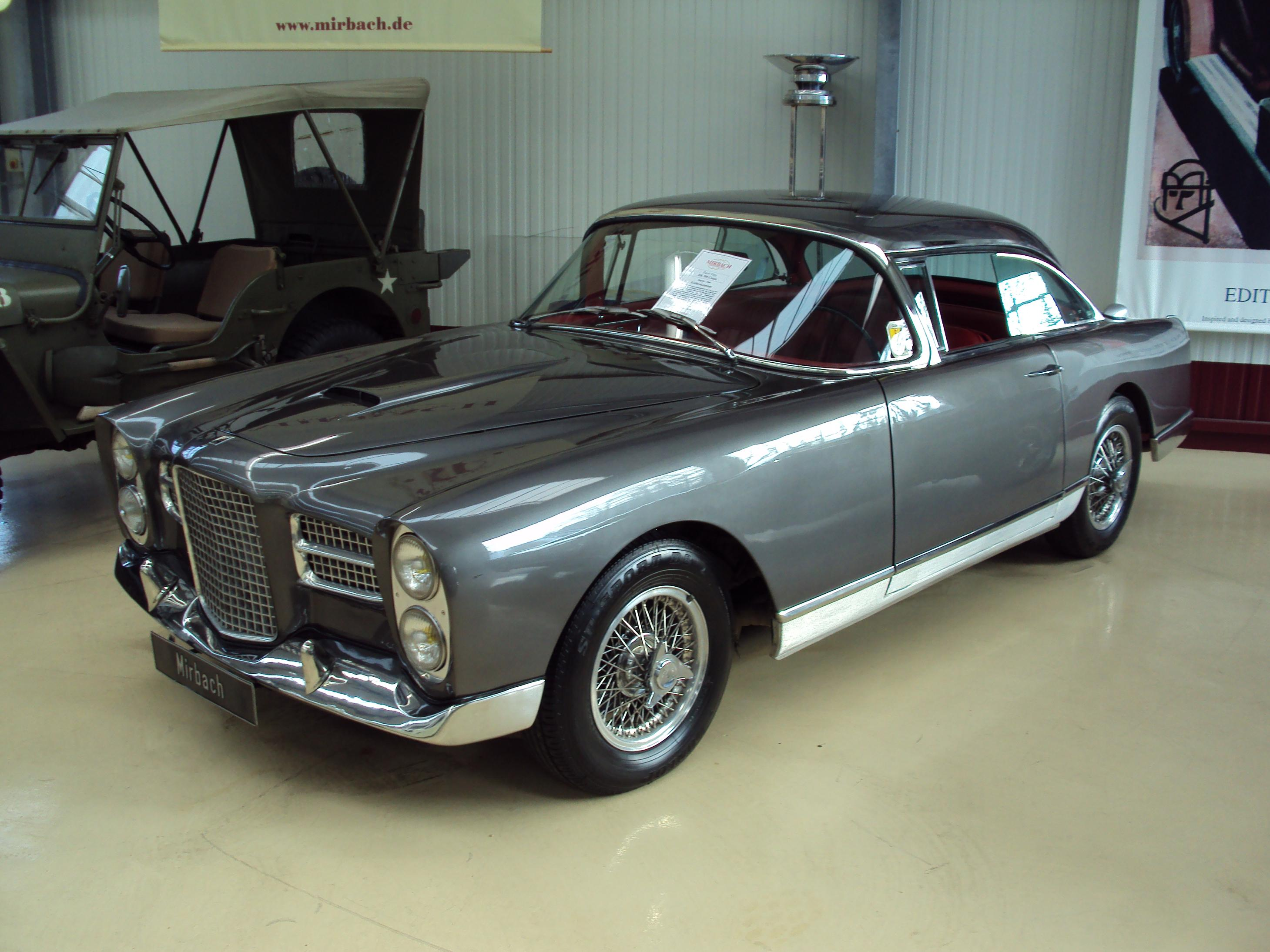
Facel Vega HK500

Tutto cominciò nel 1954 da un'idea di Jean Daninos (fratello dell'umorista Pierre Daninos, scrittore del Les Carnets du Major Thompson): il patron della carrozzeria FACEL (Forges et Ateliers de Construction d'Eure-et-Loir, in italiano: officine di stampaggio e costruzione della regione del Eure-et-Loir), che fino a quel momento disegnava e produceva scocche, quasi tutte destinate a vestire le SIMCA, le Panhard e le ultime Delahaye di quegli anni, a metà anni '50 decise di abbandonare tale campo per dedicarsi alla costruzione di vetture lussuose. Fu così che ebbe inizio la breve vita della Facel Vega, le cui vetture erano equipaggiate da motori V8 Chrysler.
Presentata al Salone di Parigi del 1954, la Facel Vega FV coupé a 2 porte equipaggiata con un Chrysler V8 da 4,5 litri rappresentava la prima importante automobile di lusso francese costruita nel dopoguerra. Tale vettura era già fin dall'inizio caratterizzata da ricca dotazione e prestazioni brillanti. Nel 1955 viene avviata l'attività della Facel Vega con un volume di produzione ridotto. La maggior parte delle vetture è destinata all'esportazione.
Nel 1956 la Facel Vega viene equipaggiata con un motore Chrysler V8 da 4,8 litri e 200 CV, più tardi sostituito con una versione ad elevata compressione dello stesso motore in grado di fornire 250 CV.
Nello stesso anno viene presentata la Excellence, una berlina a 4 posti, senza montante centrale e portiere ad armadio, realizzata su una versione allungata del telaio standard della Facel Vega.
Nel 1957 viene adottato un propulsore di maggiore cilindrata, un Chrysler V8 da 5,4 litri, mentre fra gli accessori ottenibili su richiesta figurano il servosterzo della British Hydrosteer e la guida a destra.
Nel 1958 viene presentata la HK500, basata sullo stesso telaio della Vega ma con incremento sia del passo che della carreggiata; la vettura è equipaggiata con un ChryslerV8 da 5,9 litri. All'epoca della sua commercializzazione si fregiò del titolo di auto a 4 posti più veloce del mondo.
Nel 1960 i freni a disco entrano a far parte della dotazione standard sia della HK500 che delle ultime serie della Excellence. Viene avviata la produzione della Facellia, una vettura di dimensioni più ridotte, che viene offerta nelle versioni coupé 2+2, 4 posti e convertibile, equipaggiate con il nuovo motore Facel 1600 a doppio albero a camme in testa con una potenza di 115 CV. Il successo iniziale della vettura viene tuttavia frenato dagli inconvenienti causati dal motore.
Tale motore, progettato da Carlo Marchetti, ex Talbot, e costruito da un'azienda specializzata in scatole del cambio a Pont-a-Mousson, si rivelò però ben presto inaffidabile. Questo promettente propulsore infatti aveva gravi problemi sia col raffreddamento, sia con gli alberi a camme e ciò minò notevolmente l'immagine della Casa francese, la quale non riuscì più a riprendersi e le già esigue vendite delle sue vetture non bastarono più a sanare i danni economici derivanti dagli interventi in garanzia sui motori della Facellia.

Nel 1961 viene presentata la Facel Vega II, dotata di un ChryslerV8 di 6,3 litri e con carrozzeria completamente ridisegnata. La vettura viene offerta con il cambio automatico Chrysler Torqueflite a 3 rapporti o con il cambio meccanico Pont-a-Mousson a 4 marce.

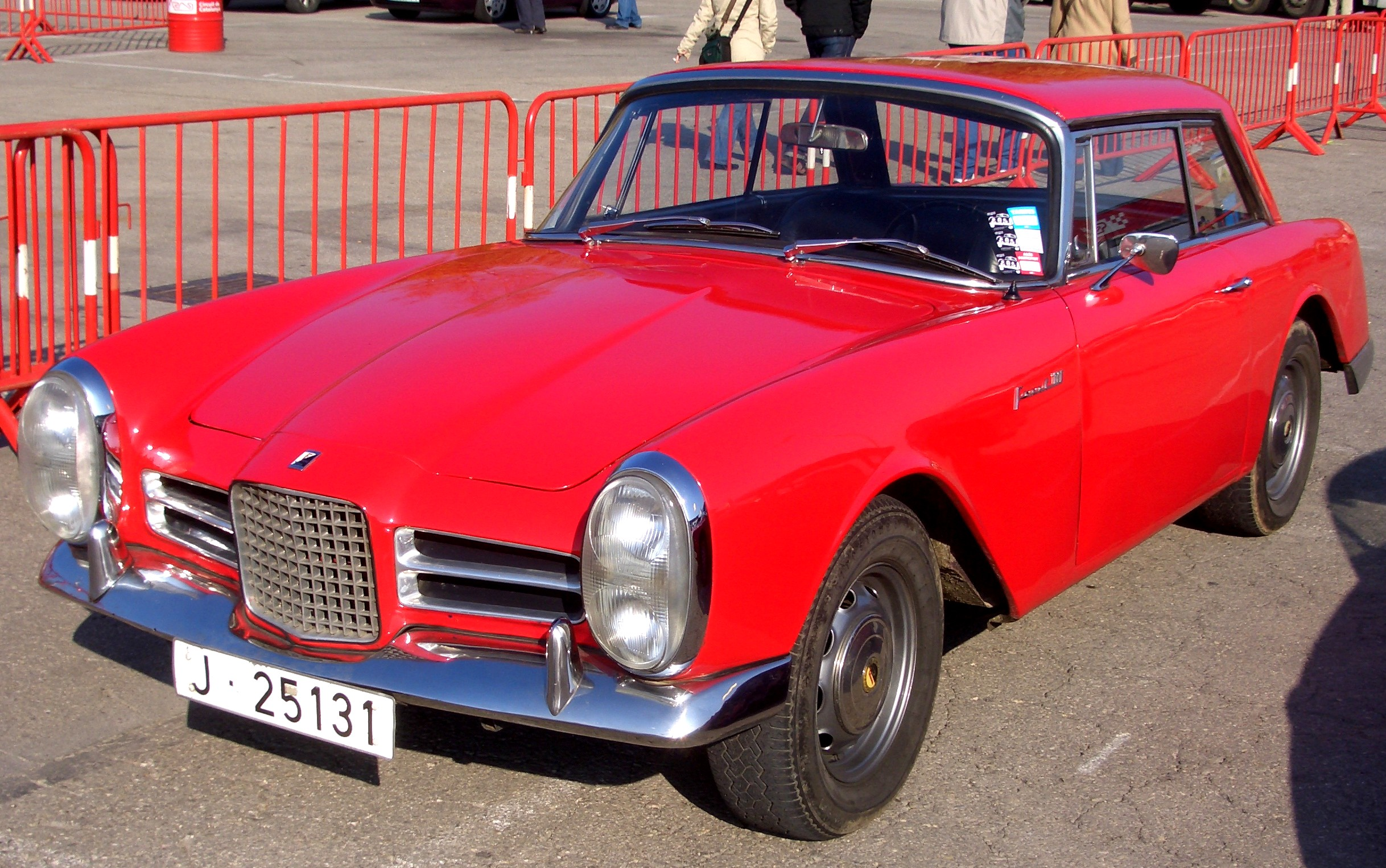
La Facel III

Nel 1963 la Facellia viene equipaggiata con un 4 cilindri Volvo da 1,8 litri ed è ribattezzata con il nome di Facel III. Nello stesso anno appare la Facel 6, dotata di un 6 cilindri di 2,8 litri costruito dalla BMC, lo stesso della Austin Healey 3000, ma con cilindrata ridotta. Di questa versione vengono costruiti solo 46 esemplari.
Nel 1964 la Facel Vega prepara una vettura da competizione con cui intende partecipare alla 24 Ore di Le Mans, ma abbandona il progetto. Nel mese di settembre vengono costruite le ultime Facel prima che la fabbrica venga definitivamente chiusa.

## Curiosità
Molte persone famose possedettero una Facel Vega. Pablo Picasso ne ebbe una, insieme con Joan Fontaine (sorella minore di Olivia de Havilland), Ava Gardner, Christian Dior, Danny Kaye, Louis Malle, Joan Collins, Tony Curtis, Fred Astaire e Dean Martin. Il musicista Ringo Starr l'adorò, così come la famiglia reale Saudita. Il pilota Maurice Trintignant gradiva il fatto che la vettura fosse sia francese che veloce. Sir Stirling Moss utilizzò una HK500 per spostarsi tra i circuiti europei. Lo scrittore e filosofo francese Albert Camus morì il 4 gennaio 1960 in un incidente d'auto a bordo di una Facel Vega FV3B, nel quale perse la vita anche il suo editore Michel Gallimard che era alla guida dell'auto: presso Villeblevin, vicino a Sens (Yonne) e sulla strada per Parigi, il conducente perse il controllo dell'automobile che guidava a circa 140 km/h in pieno rettilineo, prima di schiantarsi contro un platano. Gallimard morì cinque giorni dopo, Camus venne estratto dall'auto ormai incosciente e con gravissime ferite, e poco dopo venne dichiarato morto. La figlia e la moglie di Gallimard si salvarono e riferirono di un forte rumore prima dello sbandamento, come un cedimento strutturale sotto la macchina. Nelle sue tasche fu trovato inoltre un biglietto ferroviario non utilizzato, segno che probabilmente aveva pensato di usare il treno, cambiando idea all'ultimo momento.